# Гонсалу Коелью
Гонсáлу Коéлью (порт. Gonçalo Coelho; 1451 або 1454- 1512) — перший після Педру Кабрала дослідник бразильського узбережжя.Наразі його фото або опис зовнішнього вигляду невідомий.

## Біографія
Після звістки про відкриття Бразилії Кабралом португальська корона доручила йому (в 1501 році) досліджувати «острів Веракруш» на предмет того, наскільки він простягається на захід від демаркаційної лінії, встановленої Тордесільяський договором.

У своєму плаванні Коелью супроводжував Амеріго Веспуччі, який раніше плавав до берегів Америки разом з Алонсо Охедою. Три каравели Коелью слідували уздовж бразильського узбережжя впродовж 500 морських ліг, а на новий 1502 рік увійшли у гирло річки, названої ними «січневою» (звідси назва Ріо-де-Жанейро).

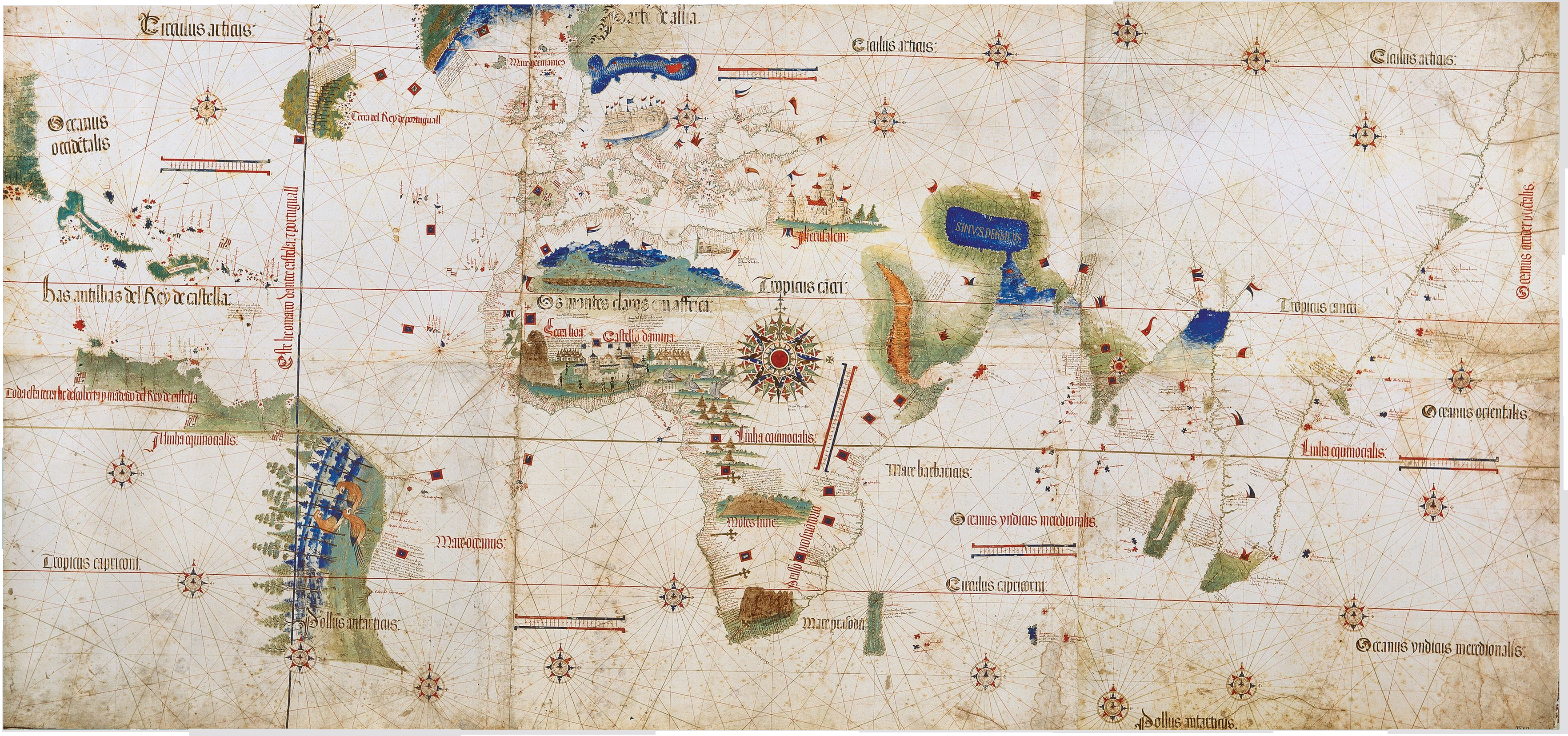
Планісфера Кантіно була складена відразу після повернення Веспуччі з першої подорожі з Коельо і відобразила результати їх відкриттів.

Веспуччі залишив опис і другого плавання Коелью до берегів Бразилії, яке було здійснене ними в 1503 і 1504 роках. Свіжою водою та харчами мореплавці запасалися на Канарах та Кабо-Верде; пізніше цей маршрут стане класичним. З шести кораблів чотири (разом із флагманом, на якому перебував Куельо) загубилися в дорозі, але флорентієць вижив. Два кораблі, що залишилися, досягли берегів Бразилії, де вступили в торговельні відносини з тубільцями і побудували фортецю, помістивши в ній гарнізон з 24 осіб. У ході цих подорожей був відкритий архіпелаг, названий на честь одного з патронів експедиції, багатого єврея Фернанду ді Норонья.
Перша експедиція Коелью (іноді головою її називають Гашпара де Лемуша) не виявила на острові Веракруш ані золота, ані прянощів, але зате привезла до Європи цінне фернамбукове дерево (порт. pau-brasil), яке дало назву всій країні. Результати першого плавання Коелью, Лемуша і Веспуччі були відображені на планісфері Кантіно.